# Anna Hübler
Anna (Annie) Hübler (München, 2 januari 1885 – aldaar, 5 juli 1976) was een Duits kunstschaatsster. Ze werd in 1908 met Heinrich Burger de eerste olympisch kampioen bij de paren. Paarrijders Hübler en Burger waren tevens de eerste wereldkampioenen.

## Biografie

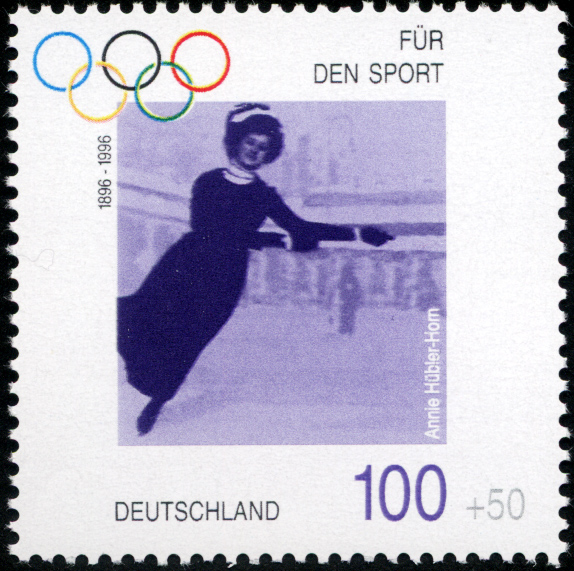
Annie Hübler-Horn op een postzegel uit 1996

Anna Hübler en Heinrich Burger werden in 1908 de eerste wereld- en olympisch kampioenen kunstschaatsen bij de paren. Ze veroverden de wereldtitel in 1910 nogmaals en wonnen de Duitse nationale kampioenschappen in 1907 en 1909.
Ze werd later een actrice en zangeres in theaters in Bremen en München. Na haar huwelijk beheerde Hübler het aan het stadsplein Stachus gelegen grote warenhuis Horn in München wat, met meer dan duizend medewerkers, korte tijd het op twee na grootste postorderbedrijf was van Duitsland.
In 1969 kreeg ze de Orde van Verdienste van de Bondsrepubliek Duitsland toegekend.
Hübler overleed in 1976 op 91-jarige leeftijd.

## Belangrijke resultaten
| Kampioenschap           | 1907 | 1908 | 1909 | 1910 |
| ----------------------- | ---- | ---- | ---- | ---- |
| Olympische Spelen       |      | Goud |      |      |
| Wereldkampioenschap     |      | Goud |      | Goud |
| Nationaal kampioenschap | Goud |      | Goud |      |

1908: Anna Hübler / Heinrich Burger ·
1920: Ludovika Jakobsson / Walter Jakobsson ·
1924: Helene Engelmann / Alfred Berger ·
1928: Andrée Joly / Pierre Brunet ·
1932: Andrée Brunet / Pierre Brunet ·
1936: Maxi Herber / Ernst Baier ·
1948: Micheline Lannoy / Pierre Baugniet ·
1952: Ria Baran / Paul Falk ·
1956: Sissy Schwarz / Kurt Oppelt ·
1960: Barbara Wagner / Robert Paul ·
1964: Ljoedmila Belooesova / Oleg Protopopov ·
1968: Ljoedmila Belooesova / Oleg Protopopov ·
1972: Irina Rodnina / Aleksej Oelanov ·
1976: Irina Rodnina / Aleksandr Zajtsev ·
1980: Irina Rodnina / Aleksandr Zajtsev ·
1984: Jelena Valova / Oleg Vasiljev ·
1988: Jekaterina Gordejeva / Sergej Grinkov ·
1992: Natalja Misjkoetjonok / Artoer Dmitrijev ·
1994: Jekaterina Gordejeva / Sergej Grinkov ·
1998: Oksana Kazakova / Artoer Dmitrijev ·
2002: Jelena Berezjnaja / Anton Sicharoelidze en Jamie Salé / David Pelletier ·
2006: Tatjana Totmjanina / Maksim Marinin ·
2010: Shen Xue / Zhao Hongbo ·
2014: Tatjana Volosozjar / Maksim Trankov ·
2018: Aliona Savchenko / Bruno Massot ·
2022: Sui Wenjing / Han Cong
- Gemeinsame Normdatei: 120552205
- Virtual International Authority File: 3304901